# Марко Гверо
Марко Гверо (Београд, 22. март 1975) српски је позоришни, телевизијски и филмски глумац и ТВ водитељ. Дипломирао је глуму на Академији уметности БК, у класи проф. Ивана Бекјарева. Матично позориште Марка Гвера је Београдско драмско позориште. Од 2000. до марта 2019. године био је члан глумачког ансамбла Народног позоришта Кикинда.

## Позоришне улоге
Поред матичног позоришта, глумио је и у Београдском драмском позоришту, Битеф театру, позоришту Бошко Буха, Књажевско-српском театару (Крагујевац), Позоришту Добрица Милутиновић (Сремска Митровица). У кикиндском позоришту остварио је улоге у представама: „Сава Савановић - вампирска симфонија“, „Генерална проба самоубиства“, „Сироти мали хрчки“, „Пиџама за шесторо“, „Каубоји“, „Ти луди тенори“, „Носорог“ и другим.

## Награде
На фестивалу професионалних позоришта Војводине 2000. године, освојио је награду за најбољег младог глумца. На 4. фестивалу домаћих играних серија одржаном 2014. године, награђен је Повељом за запажену мушку улогу у ТВ серији Мала историја Србије.

## Филмографија
| Год.         | Назив                                      | Улога                     |
| ------------ | ------------------------------------------ | ------------------------- |
| 2010-е▲      |                                            |                           |
| 2010.        | Тотално нови талас (серија)                | Макса                     |
| 2011.        | Здухач значи авантура                      | Макса                     |
| 2012.        | Доктор Реј и ђаволи                        | Алекса                    |
| 2012.        | Артиљеро                                   | Тип из офсајда 3          |
| 2012.        | Дама без блама (серија)                    |                           |
| 2013.        | Жене са Дедиња (серија)                    | Физиотерапеут             |
| 2013.        | Отворена врата (серија)                    | Мајстор                   |
| 2012—2013.   | Надреална телевизија                       |                           |
| 2013.        | Равна гора (серија)                        | Каплар Јовко              |
| 2013.        | Матура (кратки филм)                       | Миле                      |
| 2014.        | Монтевидео, Бог те видео! (серија)         | Портир на радију          |
| 2014.        | Митићи — ДНК (Да није комшијин?) (ТВ филм) | Срба                      |
| 2014.        | Једнаки (сегмент: Осман и Кристина)        | Кристинин отац            |
| 2014—2015.   | Јагодићи (серија)                          | Јеврем                    |
| 2014.        | Мала историја Србије (серија)              | Гверо                     |
| 2014.        | Ургентни центар (серија)                   | Јанковић                  |
| 2014.        | Пети лептир                                | Злодолац црни             |
| 2015.        | Небо изнад нас                             | возач таксија             |
| 2015.        | Чизмаши (серија)                           | Жандарм Рајко             |
| 2015—        | Државни посао (серија)                     | инспектор Лука Узелац     |
| 2015.        | Смрдљива бајка                             |                           |
| 2015—2016.   | Андрија и Анђелка (серија)                 | Милован / Таксиста 3      |
| 2016—        | Први сервис (серија)                       | мајстор Хранислав         |
| 2016.        | Јесен самураја                             | Боске                     |
| 2016.        | Стадо                                      | председник месног одбора  |
| 2016—2017.   | Сумњива лица (серија)                      | Буца                      |
| 2017.        | Клавире превози Остоја (кратки филм)       |                           |
| 2017.        | Змајовини пангалози                        |                           |
| 2017—2019.   | Сенке над Балканом (серија)                | Гезим                     |
| 2017–2022.   | Убице мог оца (серија)                     | Витко Белић               |
| 2018.        | Патуљци са насловних страна                | Момир                     |
| 2018.        | Комшије (серија)                           | Божидар „Божа” Спасић     |
| 2018.        | Шифра Деспот (серија)                      | инспектор Чукић           |
| 2018.        | Стадо (серија)                             | председник месног одбора  |
| 2018.        | Заспанка за војнике                        | Јанкуљ                    |
| 2018.        | Војна академија (серија)                   | потпуковник Данило Јеж    |
| 2018.        | Конак код Хилмије (серија)                 | Четник Радован            |
| 2018—2019    | Истине и лажи (серија)                     | Драгомир „Цане” Кркљуш    |
| 2019.        | Dreams (кратки филм)                       | полицајац                 |
| 2019.        | Далеко је Холивуд (серија)                 | пољопривредник            |
| 2019.        | Није све као што изгледа                   | Мики                      |
| 2019.        | Intrigo: Samaria                           | Чистач                    |
| 2019.        | Ујка - нови хоризонти (серија)             | Рака                      |
| 2019—2021.   | Швиндлери (серија)                         | Комшија Сандучар          |
| 2019—2021.   | Жигосани у рекету (серија)                 | Спонзор                   |
| 2020-е▲      |                                            |                           |
| 2020.        | Gefangen (кратки филм)                     | Комшија                   |
| 2020.        | Викенд са ћалетом                          | Метла                     |
| 2020—у току. | Камионџије д. о. о. (серија)               | Грга Мурињо               |
| 2021.        | Дрим тим (серија)                          | Мића                      |
| 2021.        | Викенд са ћалетом (серија)                 | Метла                     |
| 2021.        | Александар од Југославије (серија)         | Александар Стамболски     |
| 2021.        | Дођи јуче (серија)                         | Ракочевић                 |
| 2021.        | Gefangen (ТВ филм)                         | Комшија                   |
| 2021—2022.   | Радио Милева (серија)                      | Моца                      |
| 2021.        | Калкански кругови (серија)                 | Југослав Максимовић Макса |
| 2021.        | Једини излаз (серија)                      | Старешина куће Сунца      |
| 2021.        | Небеса                                     | Адем                      |
| 2021.        | Није лоше бити човек                       |                           |
| 2022—2023.   | Сложна браћа: Нова генерација (серија)     | Кемал Халимић Кемица      |
| 2022.        | Џем од кавијара                            | Портир у Амбасади         |
| 2023.        | Што се боре мисли моје                     |                           |